# Morter-Incoronate
Morter-Incoronate (a volte anche Mortero, in croato Murter-Kornati) è un comune della regione di Sebenico e Tenin in Croazia, situato su parte dell'isola di Morter e comprendente gran parte delle isole Incoronate.

## Società

### La presenza autoctona di italiani
È presente una piccola comunità di italiani autoctoni che rappresentano una minoranza residuale di quelle popolazioni italofone che abitarono per secoli la penisola dell'Istria e le coste e le isole del Quarnaro e della Dalmazia, territori che appartennero alla Repubblica di Venezia. La presenza degli italiani nel comune di Morter-Incoronate è drasticamente diminuita in seguito agli esodi che hanno seguito la prima e la seconda guerra mondiale. Fino al 1947 le Isole Incoronate appartenevano al Comune di Sale.
Oggi, nel comune di Morter-Incoronate secondo il censimento ufficiale croato del 2011, esiste una modestissima minoranza autoctona italiana, pari al 0,15% della popolazione complessiva.

## Geografia antropica
La municipalità di Morter o Mortero è composta dalle seguenti 2 località (naselja): Incoronate (Kornati) e Morter (Murter).